# ریچارد استنلی (کارگردان)
ریچارد استنلی (انگلیسی: Richard Stanley؛ زادهٔ ۲۲ نوامبر ۱۹۶۶) یک کارگردان، تهیه‌کننده و فیلم‌نامه‌نویس اهل آفریقای جنوبی است. وی از سال ۱۹۸۳ میلادی تاکنون مشغول فعالیت بوده‌است.
وی کارگردان فیلم‌هایی همچون تنوره دیو و نویسنده جزیره دکتر مورو بوده‌است.